# District régional du Grand Vancouver
Le district régional du Grand Vancouver (en anglais : Metro Vancouver Regional District), souvent dénommé localement Metro Vancouver, est une entité administrative (district régional) canadienne qui regroupe plusieurs municipalités de la région de Vancouver, dans la province de Colombie-Britannique. Le siège du district est situé à Burnaby.

## Géographie
Le district occupe la moitié ouest des Basses-terres continentales, l'une des trois grandes régions de la province, et s'étend sur 2 877 km2.

## Municipalités principales
| Municipalité                         | Type                   | Population en 2007 | Population en 2016 |
| ------------------------------------ | ---------------------- | ------------------ | ------------------ |
| Anmore                               | Village                | 1 992              | 2 210              |
| Belcarra                             | Village                | 701                | 643                |
| Bowen Island                         | Municipalité insulaire | 3 551              | 3 680              |
| Burnaby                              | Ville                  | 216 336            | 232 755            |
| Coquitlam                            | Ville                  | 120 512            | 139 284            |
| Delta                                | district municipality  | 101 668            | 102 238            |
| Langley                              | Ville                  | 25 134             | 25 888             |
| District de Langley                  | District               | 100 049            | 117 285            |
| Lions Bay                            | Village                | 1 394              | 1 334              |
| Maple Ridge                          | district municipality  | 73 248             | 82 256             |
| New Westminster                      | Ville                  | 62 607             | 70 996             |
| North Vancouver                      | Ville                  | 47 463             | 52 898             |
| District de North Vancouver          | District               | 86 954             | 85 935             |
| Pitt Meadows                         | Ville                  | 16 757             | 18 573             |
| Port Coquitlam                       | Ville                  | 55 735             | 58 612             |
| Port Moody                           | Ville                  | 30 004             | 33 551             |
| Richmond                             | Ville                  | 186 628            | 198 309            |
| Surrey                               | Ville                  | 423 935            | 517 887            |
| Vancouver                            | Ville                  | 611 869            | 631 486            |
| West Vancouver                       | District               | 44 097             | 42 473             |
| White Rock                           | Ville                  | 19 839             | 19 952             |
| District régional du Grand Vancouver | District Régional      | 2 249 725          | 2 463 431          |

Les municipalités qui constituent le Grand Vancouver.

Carte de densité de population du Grand Vancouver.

L'agglomération comprend en plus des municipalités listées ci-dessus l'aire électorale A du Grand Vancouver (16 133 habitants en 2016) et la réserve de Tsawwassen (816 habitants en 2016).